# Rembrandttheater (Amsterdam)

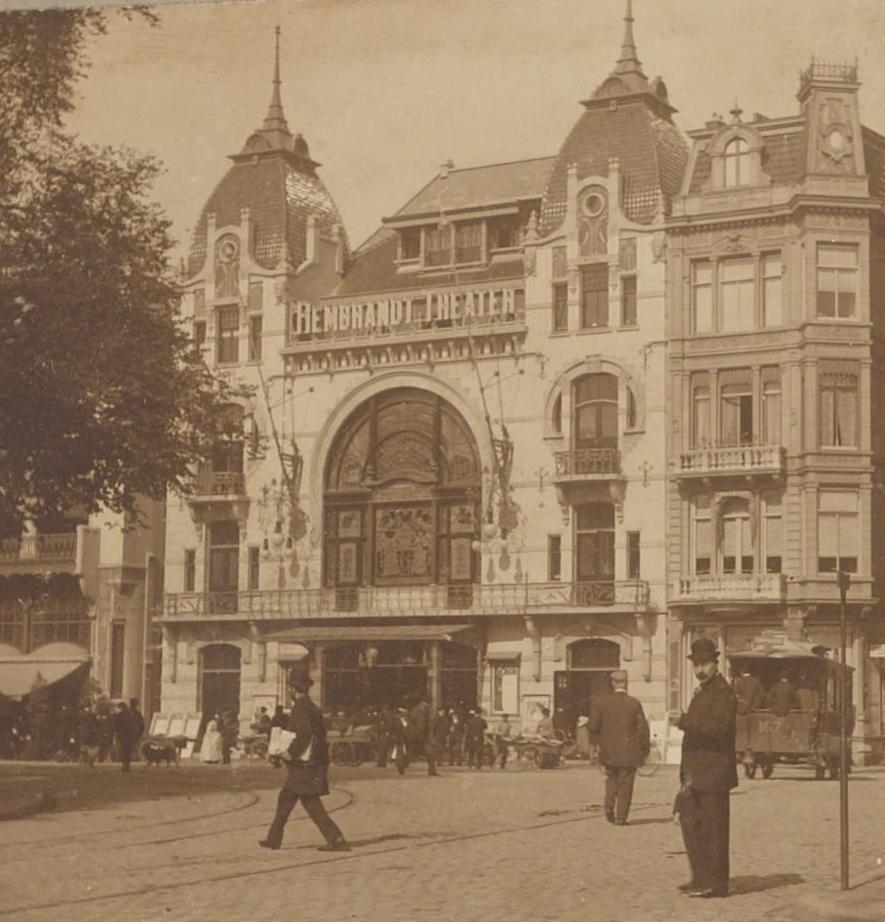
Theater rond 1910

Het Rembrandttheater (ook: Rembrandt-Theater) was van 1902 tot 1943 een bioscoop en theater aan het Rembrandtplein in Amsterdam. Het werd als variététheater in art-nouveaustijl gebouwd door de architecten Evert Breman en Willem Molenbroek in opdracht van de Exploitatiemaatschappij. De eerste voorstelling vond plaats op 4 januari 1902. Al snel vonden er hoofdzakelijk operettevoorstellingen plaats. In 1918 werd het theater verbouwd tot bioscoop. Vanaf 1919 werd het verhuurd aan de UFA. In 1937 werd het theater gesloopt en verrees er een bioscoop voor 1200 à 1300 bezoekers, naar een ontwerp van Willem Noordlander.
In de nacht van 25 op 26 januari 1943 werd deze bioscoop door brand verwoest. De oorzaak was onduidelijk. Na de Tweede Wereldoorlog rees het vermoeden dat de brand het gevolg was van een aanslag door een verzetsgroep, mogelijk CS-6.

## Na de oorlog
Op 28 maart 1949 kocht de gemeente Amsterdam het terrein aan voor een toekomstige verkeersroute naar de nog te saneren Jodenbuurt. In de jaren erna werden verschillende plannen voor het terrein gemaakt. Er zouden een showroom voor tweedehands auto's en een tafeltennishal van Cor du Buy komen, of een torengarage. In 1955 zou er een waterorgel komen.

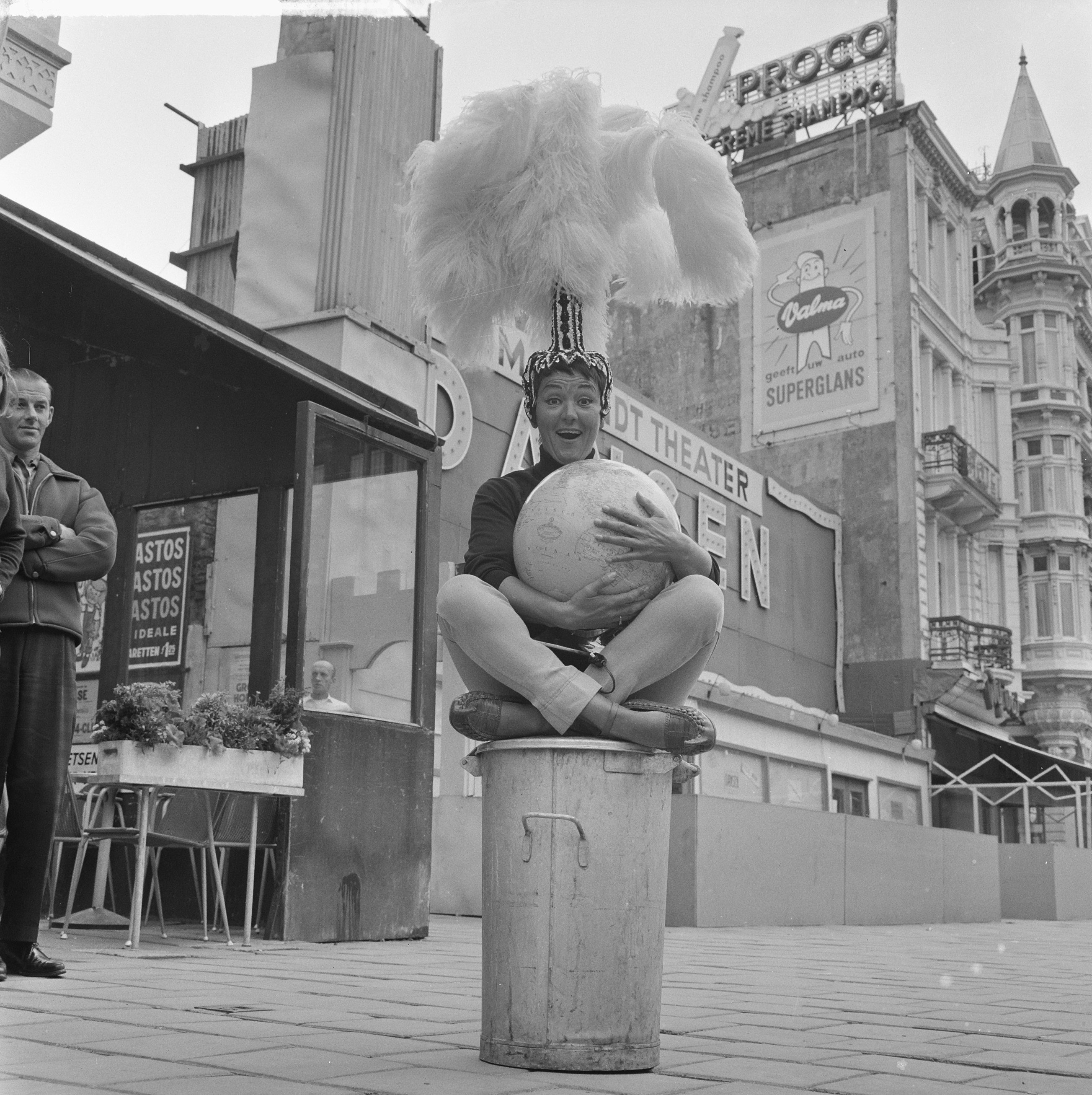
Rika Jansen voor het houten Rembrandttheater

Ten slotte werd er een bescheiden houten theater gebouwd. De theatertraditie werd hier voortgezet door Kees Manders die het theater exploiteerde.
In 1966 ontvouwde Maup Caransa zijn plannen voor het Rembrandtplein. Op de plaats van het houten theatertje zou een hotel komen, dat het naastgelegen hotel Het Gouden Hoofd zou vervangen. Dat zou worden afgebroken voor een verbreding van de Bakkersstraat, die zo een verbinding van de Utrechtsestraat naar de Amstel zou vormen. Onder het Rembrandtplein zou een parkeergarage komen. Van deze plannen werd uiteindelijk alleen het Caransa Hotel gerealiseerd.

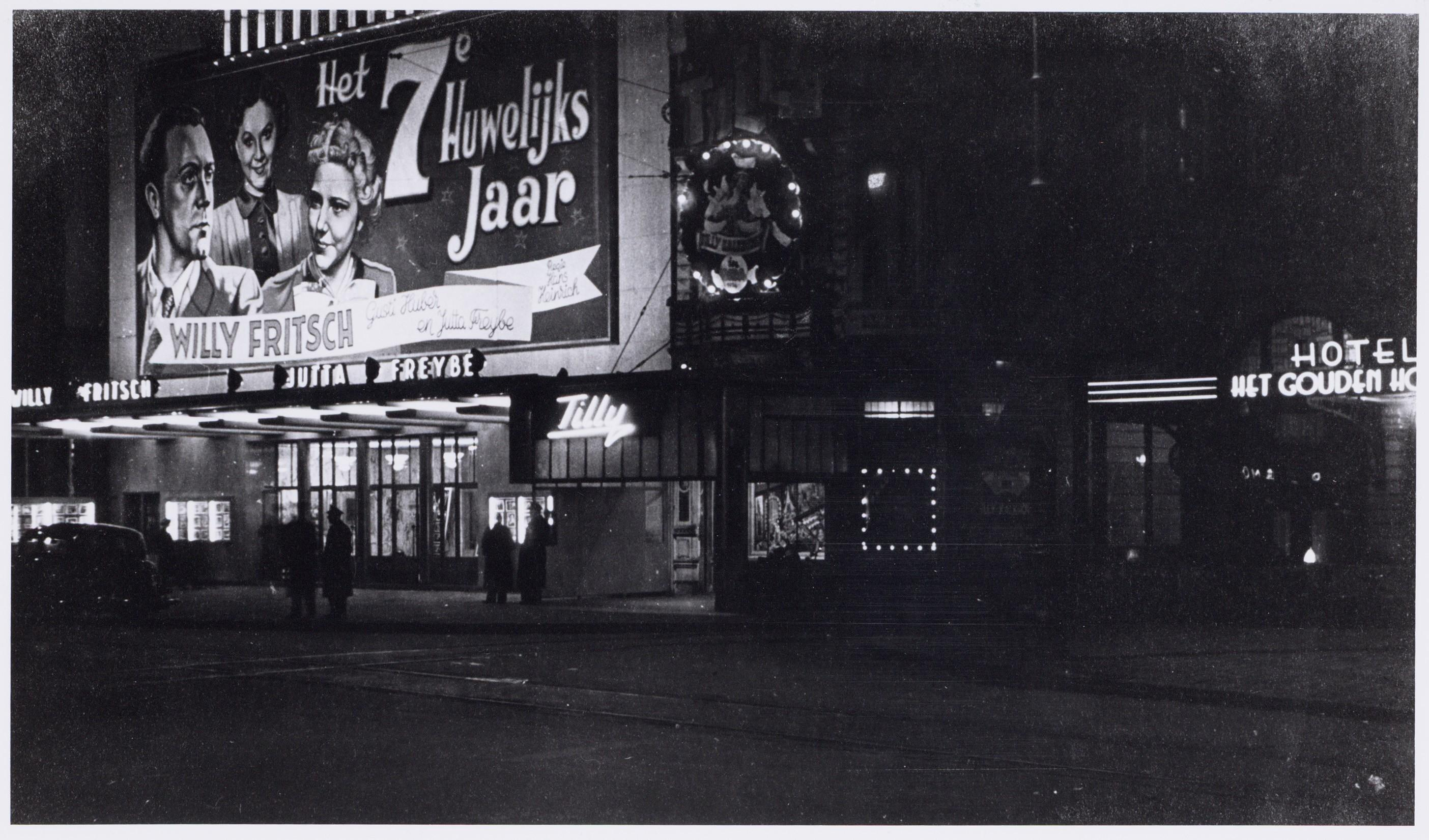
Rembrandttheater in 1939
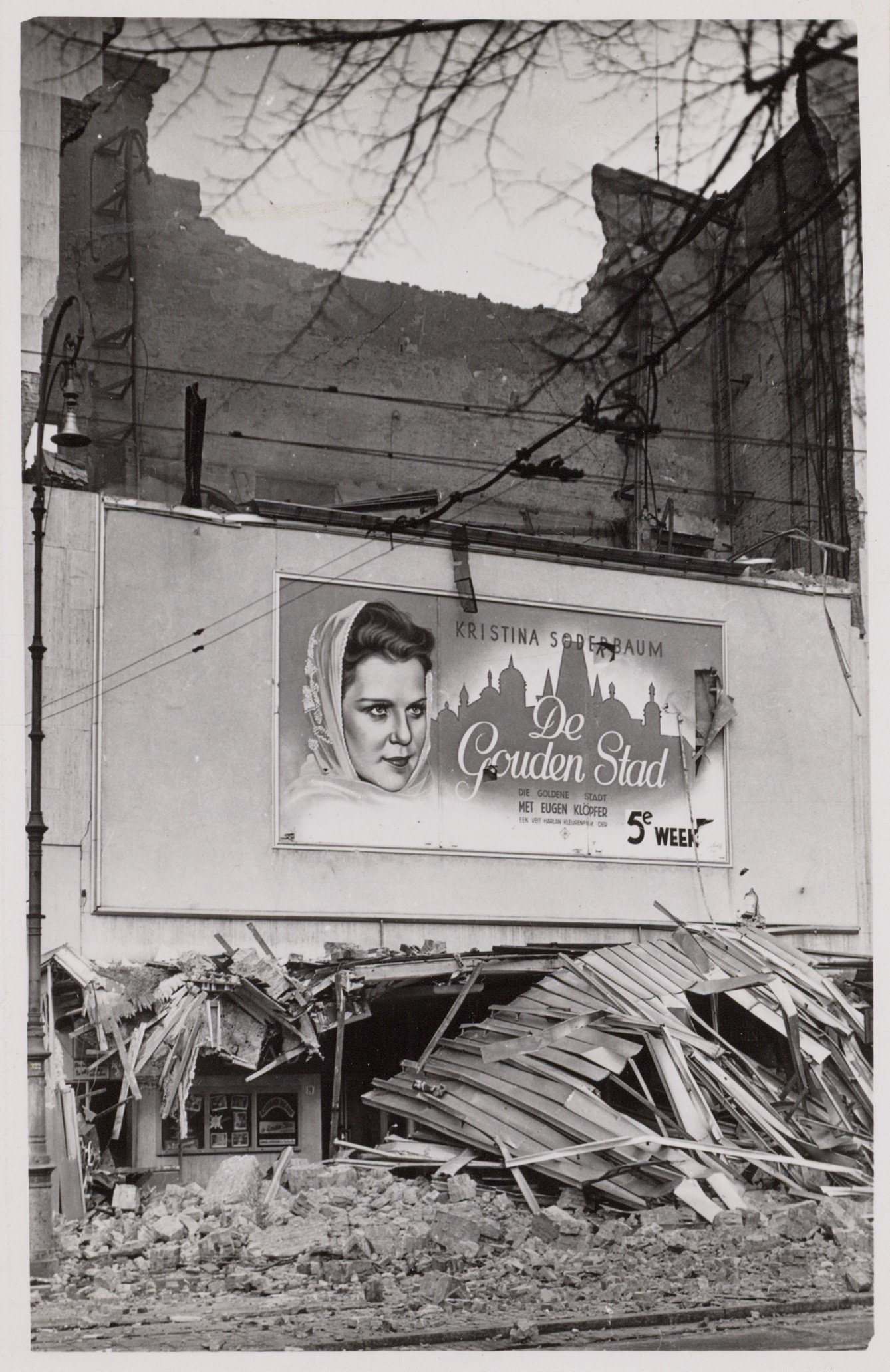
Rembrandttheater na de brand in 1943
- Bioscoopjournaal uit juni 1923. Verkiezing in het Rembrandttheater.